# Бровкин, Виктор Михайлович
Виктор Михайлович Бровкин (21 февраля 1933, Тула) — советский футболист, нападающий. Мастер спорта СССР.

## Биография
Воспитанник тульского футбола. В 1951 году начал выступать за тульский «Зенит» в соревнованиях КФК, был одним из лучших бомбардиров команды.
В конце сезона 1952 года перешёл в куйбышевские «Крылья Советов». Дебютный матч за команду в классе «А» сыграл 14 июня 1953 года, выйдя на замену в игре против киевского «Динамо». Свой первый гол в высшей лиге забил 21 июля 1953 года в ворота ленинградского «Динамо». Стал финалистом Кубка СССР 1953 года, участвовал в финальном матче против московского «Динамо», в этой игре нанёс травму Льву Яшину, из-за которой того пришлось заменить.
В 1955 году выступал за «Шахтёр» (Сталино), но в составе не закрепился.
В 1957—1958 годах играл в классе «Б» за СКВО (Свердловск), был ведущим нападающим команды. В 1958 году забил 33 гола в 35 матчах и стал победителем зонального турнира класса «Б».
В 1959 году перешёл в московский ЦСКА. Впервые отличился голом на первой минуте своего первого матча, 2 мая 1959 года, принеся победу в матче с московским «Торпедо» (1:0). Провёл в составе армейцев два сезона. В этот период вызывался во вторую сборную СССР, участвовал в матче против второй сборной Румынии.
Всего в высшей лиге чемпионата СССР сыграл 47 матчей и забил 7 голов.
В 1961 году вернулся в Тулу и играл за местный «Труд». Дважды изгонялся из команды «за систематическое нарушение спортивного режима, пьянство и высокомерное отношение к товарищам и тренерам» и в итоге завершил карьеру.
Дальнейшая судьба неизвестна.